# إريك جوزيف رايت
اريك جوزيف رايت (بالإنجليزية: Eric Joseph Wright)‏ هو طبيب أسترالي، ولد في 11 ديسمبر 1912، وتوفي في 21 ديسمبر 1979.